# Felix Hepperle

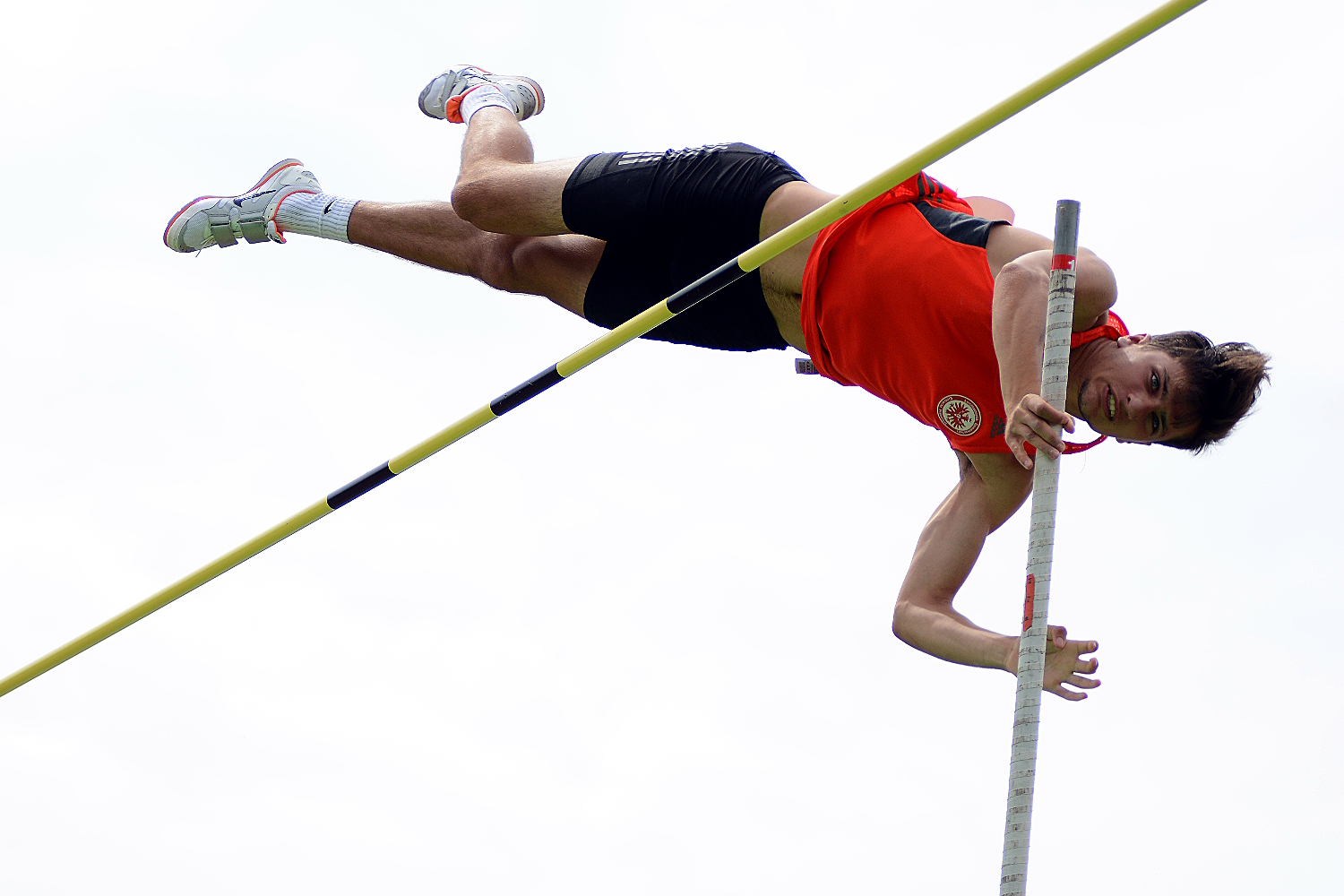
Felix Hepperle beim Mehrkampf-Meeting Ratingen 2015

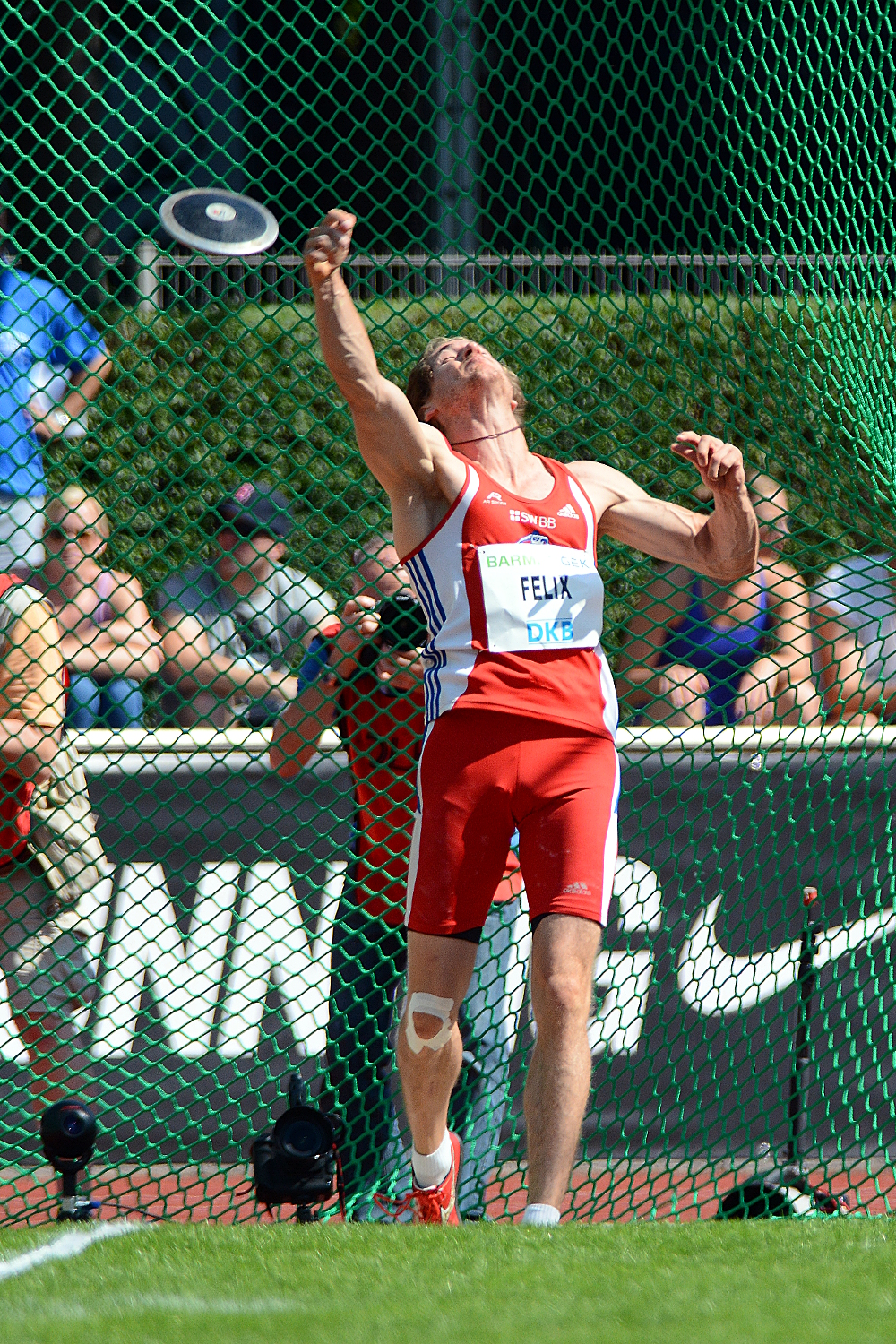
Hepperle ebenda beim Diskuswurf

Felix Hepperle (* 23. November 1989 in Bönnigheim) ist ein ehemaliger deutscher Leichtathlet, der sich auf den Zehnkampf spezialisiert hatte.

## Karriere
Er begann im Alter von vier Jahren Leichtathletik zu betreiben und spielte auch Handball, bevor er sich dem Zehnkampf zuwandte. Sein Vater war als sein Technik-Trainer und seine Mutter als seine Physiotherapeutin tätig. Auch sein Bruder und seine Schwester waren aktive Leichtathleten. Als seine mit Abstand bevorzugte Disziplin gibt Felix Hepperle den Stabhochsprung an, während er den Wurf als seine Schwäche ansieht.
Am 25. und 26. August 2012 nahm er an den deutschen Mehrkampf-Meisterschaften in Hannover teil und beendete den Zehnkampf mit 7596 Punkten. Während er in der Einzelwertung nur den vierten Platz belegte, konnte er gemeinsam mit Thorsten Seyb und Matthias Laube für die LG Neckar-Enz die deutsche Meisterschaft in der Mannschaftswertung gewinnen.
Am 23. und 24. August 2014 startete er in Vaterstetten bei den deutschen Mehrkampf-Meisterschaften und beendete den Zehnkampfwettbewerb mit 7612 Punkten. Zudem konnte er im Stabhochsprung mit 5,30 Metern und im Speerwurf mit einer Weite von 53,26 Metern zwei neue persönliche Bestleistungen aufstellen. In der Einzelwertung sicherte er sich den zweiten Platz und damit die Silbermedaille hinter René Stauß und vor Mathias Brugger.
Nachdem im Jahr 2015 keine deutschen Mehrkampf-Meisterschaften ausgetragen wurden, startete er bei den deutschen Mehrkampf-Meisterschaften 2016 in Kienbaum, da er sich nicht für die Olympischen Spiele 2016 qualifiziert hatte. Beim Zehnkampfwettbewerb am 13. und 14. August 2016 gewann er den Wettbewerb mit 7461 Punkten. Ein Jahr später verteidigte er, weil er sich nicht für die Weltmeisterschaften 2017 qualifiziert hatte, seinen Titel in Kienbaum mit 7328 Punkten.
Bevor er seinen deutschen Meistertitel verteidigte, startete er in Düsseldorf beim Thorpe Cup. Dort bestritt er den bis dahin besten Zehnkampf seiner Karriere und beendete den Wettbewerb mit der neuen persönlichen Bestleistung von 7699 Punkten. Zudem konnte er im 400-Meter-Lauf mit 48,26 Sekunden und im 110-Meter-Hürdenlauf mit 15,19 Sekunden neue persönliche Bestleistungen aufstellen.
Nach dem Sieg beim Thorpe Cup 2019 beendete Hepperle seine Leichtathletikkarriere.
Hepperle absolvierte ein Lehramtsstudium an der Universität Stuttgart. Parallel dazu erlangte er die Handball-C-Trainer-Lizenz bei Rolf Brack. Von 2014 bis 2022 war er Athletiktrainer des Handball-Baden-Württemberg-Oberligisten TV Plochingen (engagiert vom damaligen Trainer Daniel Brack). Hepperle wohnt in Besigheim und ist Vater eines Kindes. Er trainiert jetzt die U-18 Jungs von der LG in Besigheim und Bönnigheim. Auch sie zeigen schon Erfolge.

## Bestleistungen
| 100 m          | 10,92 s     | 29. Juni 2016   | Fayetteville |
| Weitsprung     | 7,18 m      | 30. April 2017  | Bönnigheim   |
| Kugelstoßen    | 12,99 m     | 16. Juni 2018   | Ratingen     |
| Hochsprung     | 2,02 m      | 24. Mai 2014    | Braunschweig |
| 400 m          | 48,26 s     | 29. Juli 2017   | Düsseldorf   |
| 110 m Hürden   | 15,19 s     | 30. Juli 2017   | Düsseldorf   |
| Diskuswurf     | 40,24 m     | 25. Juni 2017   | Ratingen     |
| Stabhochsprung | 5,30 m      | 24. August 2014 | Vaterstetten |
| Speerwurf      | 53,26 m     | 24. August 2014 | Vaterstetten |
| 1500 m         | 4:22,77 min | 26. Juni 2016   | Ratingen     |
| Zehnkampf      | 7699 Punkte | 30. Juli 2017   | Düsseldorf   |